# Внутрішній світ
Внутрішній і зовнішній світ — поняття, що фіксують відмінність між усім тим, що відноситься до явищ психіки людини, і тим, що не відноситься до неї. У сучасній психології такий поділ більше не проводиться, хоча термін «внутрішній світ» може використовуватися як синонім слова «психіка».
Словосполучення «внутрішній світ» може також позначати стан внутрішнього спокою й умиротворення, або навіть внутрішні органи людини.

## Психологія і біологія
У внутрішньому світі формуються уявлення і уявні образи, серед яких за рахунок самосвідомості може бути і образ самого внутрішнього світу. Внутрішній світ людини можна вважати словесною метафорою, яка визначає віртуальну реальність, яка моделюється електрохімічними процесами взаємодії нейронів.
Унікальний вигляд і неповторний внутрішній світ людини складається з безлічі складових: спадковості, особливостей внутрішньоутробного розвитку, типу нервової системи і сформованого характеру, природних здібностей і вибраних інтересів, життєвого досвіду і впливу оточуючих, заявлених цінностей та переконань, глибинних (самою людиною не усвідомлювані) установок, а також багато чого іншого.
В емоційному відношенні внутрішній світ, на структуру якого впливають архетипи, лише реагує на навколишнє, а не відтворює його.
Мюллер і Гельмгольц законом специфічної енергії показали, що кожен орган почуттів збуджує власне відчуття, а разом вони «розфарбовують» навколишній світ.
У радянській психології поняття «внутрішній світ» розроблялося Б. Г. Ананьєвим. Він вважав, що внутрішній світ особистості поряд з її інтраіндивідуальною структурою і організацією особистісних властивостей визначається різноманіттям зв'язків особистості з суспільством в цілому, різними соціальними групами та інституціями. Людина розвивається у взаємодії зі світом протягом усього життєвого шляху в динаміці екстеріорізації та інтеріоризації. За Б. Г. Ананьєвим внутрішній світ людини разом з відображенням дійсності є складовою частиною свідомості. У внутрішньому світі відбувається певна робота, яка потім екстеріорізірується в процесі діяльності. Людина, як суб'єкт діяльності, постійно змінюється в процесі її здійснення. Особистість виробляє неповторний внесок у суспільний розвиток шляхом екстеріорізації свого внутрішнього світу. Саме в продуктах екстеріорізації внутрішнього світу можливе спостереження індивідуальності.
За Ворфом на сприйняття світу вирішальний вплив справляє мова, на якій думає індивід. Згідно гештальтпсихології, світ постійно «добудовується» в свідомості.

## Філософія і релігія
В демокрітовій течії внутрішній світ вважається свого роду продовженням, відтворенням дійсного світу, його копією, відфільтрованої сприйняттям і перетвореної відповідно до цілей і завдань життя людини.
За Платоном внутрішній світ людини не повідомляється безпосередньо з «світом ідей»: для того щоб «пригадати» ідею, людині необхідно знайти її «відблиск» в доступному почуттям матеріальному світі.
У кабалі питання про духовний світ розглядається в «системі п'яти світів», які розуміються, як ступеня приховування повного обсягу природи, рівні свідомості суб'єкта.
У гностичній традиції ідеальний внутрішній світ існує самостійним змістом, незалежним від світу матеріального.